# جائزة كندا الكبرى 2015
جائزة كندا الكبرى 2015 (بالإنجليزية: 2015 Canadian Grand Prix)‏ هو سباق فورمولا 1 أقيم بتاريخ 7 يونيو 2015 في حلبة جيل فيلنوف، مونتريال، كندا. كان السابع من أصل 19 في بطولة العالم لسباقات الفورمولا واحد موسم 2015.